# Liste de tornades en France
Cet article donne la liste des tornades répertoriées en France. Leur intensité est ici exprimée selon l'échelle de Fujita améliorée dont la description se trouve ci-après.

## Échelle de Fujita améliorée
| Catégorie | Vents km/h | Dommages      | Description | Description |
| EF0       | 105-137    | Légers        | Quelques morceaux de recouvrement de toit enlevés (tuile, bardeau d'asphalte, etc.), dommages aux gouttières, cheminées et revêtement de façade, branches cassées, arbres à racines de surface renversés.                                                                             |             |
| EF1       | 138-178    | Modérés       | Recouvrements de toit complètement enlevés, maisons mobiles renversées ou endommagées sévèrement, portes extérieures envolées, fenêtres et autres articles en verre cassés. |             |
| EF2       | 179-218    | Considérables | Toits soufflés sur des maisons bien construites, maisons à charpente légère déplacées de leurs fondations, maisons mobiles complètement détruites, gros arbres cassés ou déracinés, objets légers devenus des projectiles, automobiles soulevées.                                     |             |
| EF3       | 219-266    | Sévères       | Étages complets de maisons solides détruits, dommages importants aux édifices publics comme les centres commerciaux et les centres d'affaires, trains renversés, arbres écorcés, camions et grosses voitures soulevés et déplacés, bâtiments légers complètement soufflés à distance. |             |
| EF4       | 267-322    | Dévastateurs  | Maisons bien construites et maisons à charpente légère détruites, voitures soufflées à distance et nombreux objets transformés en projectiles. |             |
| EF5       | >322       | Incroyables   | Maisons solides rasées et les débris projetés, objets de la grosseur d'une voiture projetés à plus de 100 mètres, gratte-ciels avec des dommages structuraux, etc. |             |

## Liste des tornades

### XVIIIesiècle
| Tornade             | Date            | Lieux                                                                                             | Intensité estimée | Distance parcourue | Dégâts | Morts | Blessés |
| ------------------- | --------------- | ------------------------------------------------------------------------------------------------- | ----------------- | ------------------ | --- | ----- | ------- |
| Tornade de Nivelle  | 22 juillet 1779 | Nord (59) : Nivelle, la commune la plus touchée, Saint-Amand-les-Eaux, et trois communes proches. | EF4               | Inconnue           | Dégâts sur la végétation, les habitations, les églises, dont celle de Nivelle qui est presque entièrement rasée ; projections à grande distance. | 0     | 0       |
| Tornade de Froville | 29 juillet 1779 | Meurthe-et-Moselle (54) : Froville et deux autres communes.                                       | EF3               | Inconnue           | Dégâts sur la végétation (arbres et cultures) et les habitations ; bétail touché, un individu porté à distance ; multiples projections à distance. | 0     | 0       |
| Tornade de Leuc     | 3 août 1780     | Aude (11) : Couffoulens, Leuc                                                                     | EF3               | Inconnue           | Arbres arrachés, déracinés ou tordus ; certains gros arbres brisés, rompus et dispersés au loin, déposés sur les toits des maisons ; château, écuries et magasins découverts ; toits enlevés sur l'église ; dégâts au château : girouettes, tuiles, plombs, vitres, contrevents enlevés, appartements entièrement décarrelés ; 80 maisons du village découvertes ou écroulées (murs renversés notamment). | 0     | 0       |

### XIXesiècle
| Tornade                                                | Date               | Lieux | Intensité estimée | Distance parcourue                                               | Dégâts | Morts | Blessés |
| ------------------------------------------------------ | ------------------ | --- | ----------------- | ---------------------------------------------------------------- | --- | ----- | ------- |
| Tornade de Héric                                       | 4 septembre 1801   | Loire-Atlantique (44) : Héric | EF3               | Inconnue                                                         | Dégâts sur la végétation (arbres, cultures) et les habitations ; un individu porté à distance avec son cheval ; projections à grandes distances. | 0     | 0       |
| Tornade de Chambœuf                                    | 29 mai 1807        | Côte-d'Or (21) : Chambœuf au moins. | EF3               | Inconnue                                                         | Dégâts sur la végétation (cultures et forêts), les habitations, une église ; six morts,. | 6     | /       |
| Tornade de Lusse                                       | 29 mai 1807        | Vosges (88) : Lusse et au moins une autre commune. | EF3               | Inconnue                                                         | Dégâts sur la végétation et les habitations. | 0     | 0       |
| Tornade de Baudrières                                  | 29 mai 1809        | Saône-et-Loire (71) : Baudrières et trois autres communes. | EF3               | Inconnue                                                         | Dégâts sur la végétation et les habitations ; projections à distance. | 0     | 0       |
| Tornade de Paris                                       | 29 mai 1809        | Paris (11e, 12e et 13e arrondissements). | EF3               | Inconnue                                                         | Dégâts sur la végétation, les habitations, une église, une manufacture, la Salpêtrière, l'hospice des Quinze-Vingts ; plusieurs personnes soulevées, projections à grandes distances. | 0     | 0       |
| Tornade de Moyaux                                      | 1er mai 1811       | Calvados (14) : Moyaux au moins. | EF3               | Inconnue                                                         | Dégâts sur la végétation et les habitations, projections à grande distance. | 0     | 0       |
| Tornade de Fouquières-lès-Lens                         | 28 mai 1812        | Pas-de-Calais (62) : Fouquières-lès-Lens qui est détruite, Renty et au moins deux autres communes de l'Artois. | EF4               | Inconnue                                                         | Dégâts sur la végétation, les habitations et les granges ; projections à distance. | 0     | 0       |
| Tornade de Lambres ou trombe d'Assonval                | 6 juillet 1822     | Pas-de-Calais (62) : Lambres, la commune la plus maltraitée, et cinq autres communes. | EF4               | 22 km                                                            | Un blessé, dégâts sur la végétation et les habitations ; projections à distance,. | 0     | 1       |
| Tornade de Saint-Ouen-Marchefroy ou tornade de Rouvres | 26 août 1823       | Eure-et-Loir (28), Yvelines (78) : Saint-Ouen-Marchefroy, Rouvres et quatre autres communes. | EF4               | 20 km                                                            | Un décès ; dégâts sur la végétation (arbres, cultures), les habitations et les granges ; projections à très grande distance. | 1     | /       |
| Tornade de Lastours                                    | 26 août 1826       | Aude (11) : Lastours et deux autres communes du site des Châteaux cathares. | EF3               | 3 km                                                             | Dégâts sur la végétation, un château, quelques habitations ; projections à distance; une victime humaine et plusieurs animales,. | 1     | /       |
| Tornade de Betteville                                  | 25 juin 1830       | Seine-Maritime (76) : Betteville et cinq autres communes. | EF3               | Inconnue                                                         | Dégâts sur la végétation (forêts, arbres fruitiers et champs) et les exploitations agricoles. | 0     | 0       |
| Tornade de Ceaux-en-Couhé                              | 13 septembre 1835  | Vienne (86) : Ceaux-en-Couhé et une autre commune. | EF3               | Inconnue                                                         | Dégâts sur la végétation et les habitations, projections à grande distance. | 0     | 0       |
| Tornade de Trébeurden                                  | 29 janvier 1836    | Côtes-d'Armor (22) : Trébeurden | EF3               | Inconnue                                                         | Dégâts sur la végétation et sur les habitations, un sémaphore ; projections à distance. | 0     | 0       |
| Tornade de Saint-Lys                                   | 11 août 1836       | Haute-Garonne (31) : Saint-Lys et deux autres communes. | EF3               | Inconnue                                                         | Dégâts sur la végétation et sur les habitations, les granges ; animaux atteints ; projections à distance. | 0     | 0       |
| Tornade de Châtenay-en-France                          | 18 juin 1839       | Val-d'Oise (95) : Châtenay-en-France et une autre commune. | EF4               | 4 km                                                             | Dégâts sur la végétation et les habitations ; un château ; projections à très grandes distances. | 0     | 0       |
| Tornade de Saint-Martin-de-Juillers                    | 7 novembre 1840    | Charente-Maritime (17) : Fontenet, Varaize, Saint-Pierre-de-Juillers, Saint-Martin-de-Juillers. | EF3               | Inconnue                                                         | Gros arbres séculaires arrachés ou coupés par torsion à 2,5 m du sol, les tronçons ayant été emportés par le vent à grande distance ; charpente d'une maison "récemment bâtie" entièrement arrachée et transportée à grande distance ; moulin à vent entièrement démoli ; hameau des Gâtineaux ruiné : murs et charpentes enlevés et disséminés dans les champs.                                                                                               | 0     | 0       |
| Tornade de Courthézon                                  | 30 mai 1841        | Vaucluse (84) : Courthézon et une autre commune. | EF3               | Inconnue                                                         | Dégâts sur la végétation et sur les habitations ; projections à distance ; mur d'enceinte écroulé ; un mort,. | 1     | 0       |
| Tornade de Chauffailles                                | 22 juin 1842       | Loire (42), Saône-et-Loire (71) : Chauffailles et trois autres communes. | EF4               | Inconnue                                                         | Dégâts sur la végétation et sur les habitations, des granges ; projections à très grandes distances. | 0     | 0       |
| Tornade de Sallèles-d'Aude                             | 24 août 1842       | Aude (11) : Sallèles-d'Aude | EF3               | Inconnue                                                         | Dégâts sur la végétation et sur les habitations, des granges ; projections à distance. | 0     | 0       |
| Tornade de Saint-Martin                                | 23 mai 1843        | Hautes-Pyrénées (65) : Saint-Martin et trois autres communes. | EF3               | Inconnue                                                         | Dégâts sur la végétation et sur les habitations, deux églises ; projections à distance. | 0     | 0       |
| Tornade de Sète                                        | 22 octobre 1844    | Hérault (34) : Sète et trois autres communes du nord du Bassin de Thau. | EF4               | 800 m                                                            | Dégâts sur la végétation, les habitations, une église en construction, des bâtiments civils ; projections à très grandes distances ; personnes emportées ; 20 décès,. | 20    | /       |
| Tornade de Montville                                   | 19 août 1845       | Seine-Maritime (76) : Saint-Jean-du-Cardonnay, Le Houlme, Malaunay, Eslettes, Montville, Anceaumeville, Clères, Grugny | EF5               | 15 km                                                            | 70 tués et 130 blessés, des milliers d'arbres de toutes sortes et de toutes tailles déracinés, arrachés, dépouillés ; un arbre gigantesque emmené dans les airs à plus de 40 mètres de hauteur et emporté très loin ; maisons écroulées ou détruites ; trois filatures, solidement bâties, anéanties ; débris de toute sorte retrouvés à 30 kilomètres de Montville.                                                                                           | 70    | 130     |
| Tornade de Rânes                                       | 10 juin 1848       | Orne (61) : Rânes, la commune la plus éprouvée, et trois autres communes. | EF3               | Inconnue                                                         | Dégâts sur la végétation et sur les habitations, des granges ; projections à distance. | 0     | 0       |
| Tornade de Haute-Rivoire                               | 7 août 1851        | Rhône (69) : Haute-Rivoire | EF3               | Inconnue                                                         | Dégâts sur la végétation et sur les habitations ; projections à grande distance. | 0     | 0       |
| Tornade de Calonne-Ricouart                            | 13 juillet 1853    | Pas-de-Calais (62) : Calonne-Ricouart au moins. | EF3               | Inconnue                                                         | Dégâts sur la végétation et sur les habitations, les granges, les cultures, un château ; projections à distance. | 0     | 0       |
| Tornade de Jarzé                                       | 16 août 1853       | Maine-et-Loire (49) : Jarzé et Sermaise | EF3               | Inconnue                                                         | Dégâts sur la végétation et sur les habitations ; projections à grande distance (dont arbres entiers). | 0     | 0       |
| Tornade de Rosureux                                    | 10 juillet 1855    | Doubs (25) : Rosureux et six autres communes. | EF4               | Inconnue                                                         | Dégâts sur la végétation et sur les habitations ; forêts rasées, arbres transportés entiers sur de grandes distances, projections à très grande distance, un décès. | 1     | 0       |
| Tornade d'Azoudange                                    | 1er septembre 1857 | Moselle (57) : Azoudange et Fribourg | EF3               | Inconnue                                                         | Dégâts sur la végétation et sur les habitations. | 0     | 0       |
| Tornade de Ceaux-en-Loudun                             | 18 juin 1863       | Vienne (86) : Ceaux-en-Loudun, Moncontour, Saint-Clair, Martaizé, Angliers, Le Bouchet, Claunay-en-Loudun, Maulay, Messemé | EF3 ou EF4,       | 13 km                                                            | Arbres, maisons, moulins à vent enlevés ou endommagés, église entièrement détruite,. | 0     | 0       |
| Tornade ou trombe de Saint-Épain                       | 18 juin 1863       | Indre-et-Loire (37) : Saint-Épain | EF3               | Plus de 3 km                                                     | Plusieurs maisons renversées, toits enlevés, gros arbres déracinés et entraînés à grande distance. | 0     | 0       |
| Tornade de Masseret                                    | 31 mai 1865        | Corrèze (19) : Masseret | EF3 ou EF4        | 26 km                                                            | Des milliers d'arbres déracinés, 200 maisons décapitées. | 0     | 0       |
| Tornade de Ribécourt-Dreslincourt                      | 23 août 1865       | Oise (60) : Ribécourt-Dreslincourt (Ribécourt), Villers-sur-Coudun, Mélicocq, Machemont, Cambronne-lès-Ribécourt, Pimprez | EF3               | 13 km                                                            | Récoltes entièrement perdues, arbres brisés et déracinés, bâtiments renversés, toitures enlevées. | 0     | 0       |
| Tornade de Seillans                                    | 17 septembre 1867  | Var (83) : Seillans | EF3               | Inconnue                                                         | Inconnus | /     | /       |
| Tornade de Pray                                        | 3 octobre 1871     | Loir-et-Cher (41) : Pray | EF3               | Inconnue                                                         | Inconnus | /     | /       |
| Tornade des Hayes                                      | 3 octobre 1871     | Loir-et-Cher (41) : Les Hayes, Vendôme, Montoire-sur-le-Loir | EF3               | 40 km                                                            | Inconnus | /     | /       |
| Tornade de Moncetz-Longevas                            | 19 octobre 1874    | Marne (51) : secteur de Moncetz-Longevas | EF4               | 12 km                                                            | Plusieurs fermes détruites, animaux soulevés et tués, trois blessés,. | 0     | 3       |
| Tornade de Coinces                                     | 7 septembre 1876   | Eure-et-Loir (28), Loiret (45) : Thiville, Ozoir-le-Breuil, Juvrainville, Villamblain, Tournoisis, Coinces, Forêt d'Orléans | EF3               | 38 km                                                            | Moulins détruits, cheminées et toits arrachés, murs d'un cimetière détruits, 2 morts. | 2     | 0       |
| Tornade d'Offendorf                                    | 24 mai 1878        | Bas-Rhin (67) : Offendorf, Gambsheim, Bettenhoffen | EF3               | Inconnue                                                         | Granges détruites, toitures emportées, jardins ravagés, arbres énormes décapités, arbres déracinés et emportés à grande distance, maisons effondrées. | 0     | 0       |
| Tornade de Saint-Georges-de-la-Rivière                 | 6 janvier 1880     | Manche (50) : Saint-Georges-de-la-Rivière | EF3               | Inconnue                                                         | Murs lézardés sur plusieurs habitations, église réduite à un tas de décombres. | 0     | 0       |
| Tornade d'Éloyes                                       | 11 juin 1880       | Vosges (88) : Éloyes | EF3               | Inconnue                                                         | Dommages sérieux. | 0     | 0       |
| Tornade de La Redorte                                  | 13 août 1887       | Aude (11) : La Redorte | EF4               | 6 km                                                             | Huit décès et cinq blessés, maisons écroulées, cultures détruites, arbres énormes déracinés, barques brisées lancées sur les quais de l'Aude, wagon chargé de 10 tonnes de houille retrouvé à 50 mètres des rails. | 0     | 0       |
| Tornade de Dreux                                       | 18 août 1890       | Eure-et-Loir (28) : Vernouillet, Dreux, Cherisy, Abondant | EF3               | 9 km                                                             | Des milliers d'arbres feuillus déracinés ou brisés net, dont certains troncs emmenés à 150 mètres ; habitations solides endommagées (toitures enlevées ou murs lézardés) ; constructions basses entièrement détruites ; deux pans de murs du tribunal démolis. | 0     | 0       |
| Tornade de Saint-Claude                                | 19 août 1890       | France : Ain (01), Jura (39) : Oyonnax, Arbent, Viry, Larrivoire, Saint-Claude, Longchaumois, Prémanon, Les Rousses, Bois-d'Amont Suisse : Canton de Vaud : Le Chenit, L'Abbaye, Mont-la-Ville, Romainmôtier-Envy, Croy                | EF4               | 81 km (record français, jusqu'à la tornade de Bihucourt en 2022) | Des dizaines de milliers d'arbres brisés ou dépouillés, dont certains troncs emportés à plus de 100 mètres ; forêts entières anéanties ; habitations solides éventrées ou détruites; constructions basses rasées jusqu'au sol ; débris emmenés à plusieurs dizaines de kilomètres; individus emmenés jusqu'à 200 mètres de distance ; wagons renversés ou broyés ; un wagon avec une grue de 25 tonnes projeté à 20 mètres de distance ; six personnes tuées,. | 6     | /       |
| Tornade de Sète                                        | 19 septembre 1893  | Hérault (34) : Sète | EF3               | Inconnue                                                         | Inconnus | 0     | 0       |
| Tornade de Maisons-Laffitte                            | 21 septembre 1893  | Yvelines (78) : Maisons-Laffitte | EF3               | 3 km                                                             | 5 blessés, toits enlevés, arbres déracinés, clôtures renversées, usine détruite. | 0     | 5       |
| Tornade de Saint-Jacut-les-Pins                        | 6 juin 1896        | Morbihan (56) : Saint-Jacut-les-Pins | EF3               | Inconnue                                                         | Inconnus | 0     | 0       |
| Tornade de Sainte-Menehould                            | 10 septembre 1896  | Marne (51) : Sainte-Menehould | EF3               | Inconnue                                                         | Inconnus | 0     | 0       |
| Tornade de Paris                                       | 10 septembre 1896  | Paris (Place Saint-Sulpice, Quai des Grands-Augustins, Seine, Pont au Change, Pont Saint-Michel, Opéra-Comique, Châtelet, Rue Turbigo, Place de la République, Canal Saint-Martin, Boulevard de la Villette, Parc des Buttes-Chaumont) | EF2               | 6 km                                                             | Au moins cinq décès, une centaine de blessés, arbres déracinés, boîtes des bouquinistes dispersées, péniches coulées ou endommagées, toitures du Châtelet en partie arrachées, fête foraine ravagée. | 5     | +100    |
| Tornade d'Asnières-sur-Seine                           | 18 juin 1897       | Hauts-de-Seine (92), Seine-Saint-Denis (93) : Asnières-sur-Seine, Courbevoie, La Garenne-Colombes, Saint-Ouen-sur-Seine | EF3               | 22 km                                                            | Trois morts et vingt blessés, usine et bâtiments détruits, arbres déracinés, toitures enlevées. | 3     | 20      |

### XXesiècle
| Tornade                                              | Date              | Lieux | Intensité estimée | Distance parcourue | Dégâts | Morts | Blessés |  |
| ---------------------------------------------------- | ----------------- | --- | ----------------- | ------------------ | --- | ----- | ------- |  |
| Tornade de Javaugues                                 | 3 juin 1902       | Haute-Loire (43) : Frugières-le-Pin, Javaugues, Lavaudieu, Fontannes | EF3               | 6 km               | Gros noyers déracinés ou brisés, ou arbres couchés ou cassés au milieu du tronc ; toits de maisons enlevés en une pièce (et transportés à 30 ou 40 mètres de distance) ; murs de maisons renversés ; un mort,. | 1     | 0       |  |
| Tornade de Thonne-la-Long et Virton                  | 17 juin 1904      | France : Meuse (55) : Thonne-la-Long Belgique : Province de Luxembourg : Meix-devant-Virton, Rouvroy, Virton, Gomery | EF3               | 14,5 km            | Arbres dont des ormes de taille respectable déracinés, tordus, vrillés ; hangars démolis ; toitures en tout ou partie arrachées dont certaines emmenées à grande distance ; dégâts considérables à l'Institut Pierrard: habitations solides écroulées et presque rasées (2 000 mètres cubes de maçonnerie détruits au total) ; éléments de toitures (couvertures en zinc ou poutres) projetés à de très grandes distances ; chapelle démolie (édifice solide en briques) ; deux maisons détruites près de Virton. | 0     | 0       |  |
| Tornade de Cravant                                   | 4 juillet 1905    | Loiret (45) : Cravant, Baccon | EF3               | 9 km               | Dépendances de fermes entièrement détruites ; toitures entièrement arrachées avec, au pire, des murs extérieurs écrêtés ou écroulés ; habitations solides éventrées ou renversées ; arbres dépouillés, branches emmenées à grande distance. | 0     | 0       |  |
| Tornade de Saint-Maur-des-Fossés                     | 28 août 1905      | Val-de-Marne (94) : Saint-Maur-des-Fossés, Champigny-sur-Marne | EF3               | 5 km               | Énorme tilleul arraché ; arbres tordus ou arrachés ; cheminées abattues ; toitures enlevées ; hangar démoli ; bateau de pêcheur à fond plat enlevé et réduit en morceaux projetés à plus de 100 m de distance ; un kiosque détruit ; poteaux téléphoniques couchés ; voiture chargée de paille renversée ; deux toitures entières renversées, dont la charpente a été arrachée des murs sur lesquels elle s'appuyait ; pierres tombales brisées, renversées ou emportées au cimetière de Champigny ; multiples projections à grande distance ; un mort par la chute d'une branche. | 1     | 0       |  |
| Tornade de Priziac                                   | 20 octobre 1907   | Morbihan (56) : Priziac, Saint-Tugdual | EF3               | 6 km               | Toits de chaume en partie enlevés ; meules de paille dispersées ; maisons dont il ne reste que les murs : toitures arrachées avec charpentes et emportées ; une châtaigneraie anéantie: arbres brisés, tordus, déchiquetés ; un pommier de faibles dimensions (0,60 m de circonférence) retrouvé à 500 mètres de l'endroit où il était planté ; branches d'arbres enfoncées dans le sol à 1 mètre ou 1,10 mètre; un homme emmené dans les airs et jeté contre une vigne. | 0     | 0       |  |
| Tornade ou cyclone de Le Locheur                     | 4 mars 1912       | Calvados (14) : Villers-Bocage, Épinay-sur-Odon, Parfouru-sur-Odon, Tournay-sur-Odon, Le Locheur, Baron-sur-Odon, Saint-André-de-Fontenay | EF3               | 21 km              | Bâtiments en partie découverts, tôles métalliques transportées, propriété détruite, toiture d'un clocher enlevée, des milliers de pommiers arrachés ou brisés,. | 0     | 0       |  |
| Tornade de Villiers-Fossard                          | 4 juin 1912       | Manche (50) : Agneaux, Le Mesnil-Rouxelin, Villiers-Fossard | EF3               | 7,5 km             | Toitures de maisons enlevées ; des centaines de pommiers et d'arbres énormes rompus, jetés à terre, tordus ; environ 40 mètres carrés de la toiture de la mairie complètement arrachés avec la charpente, laissant les murs à nu ; préau de l'école des filles enlevé ; toiture d'une ferme complètement enlevée (greniers et chambres sont démolis). | 0     | 0       |  |
| Tornade de Nice                                      | 1er décembre 1924 | Alpes-Maritimes (06) : Côte entre Nice et Antibes | EF3               | 4,5 km             | 30 blessés, provoque un raz-de-marée, gros dégâts,. | 0     | 30      |  |
| Tornade ou cyclone de Gressey                        | 9 juin 1926       | Yvelines (78) : Gressey, Civry-la-Forêt | EF3               | Inconnue           | Toitures balayées, maisons détruites, hangars déracinés, voitures emportées à 200 mètres, arbres arrachés, personne soulevée et emporté à 60 mètres, matériel agricole détruit. | 0     | 0       |  |
| Tornade de La Chaux-de-Fonds ou cyclone des Breuleux | 12 juin 1926      | France : Doubs (25), Haut-Rhin (68) : Villers-le-Lac, Mulhouse, Morteau Suisse : Canton du Jura, Canton de Neuchâtel, Canton de Berne : La Chaux-d'Abel, La Chaux-de-Fonds, La Chaux-des-Breuleux, La Ferrière, Muriaux, Les Breuleux, Val-de-Travers (Fleurier), Boudry, Neuchâtel (Serrières), Saignelégier, Delémont, Laufon. | EF4               | 16 km              | Forêts et pâturages dévastés, bétail tué, arbres avec troncs de 70 centimètres de diamètre déracinés ou cassés nets, bateaux chavirés, toits soufflés, murs abattus ; un mort, nombreux blessés, une centaine de sans-abris, 200 maisons abîmées,. | 1     | +10     |  |
| Tornade ou cyclone de Chançay                        | 27 février 1927   | Indre-et-Loire (37) : Vouvray, Vernou-sur-Brenne, Chançay, Parçay-Meslay | EF3               | 20 km              | Arbres rasés, toitures enlevées, murs abattus, tôles de cheminée emportées à 3 kilomètres, arbres fruitiers et poteaux télégraphiques arrachés,. | 0     | 0       |  |
| Tornade de Compans                                   | 19 août 1931      | Seine-et-Marne (77) : Compans et six autres communes. | EF3               | 15 km              | Inconnus | 0     | 0       |  |
| Tornade de Loray                                     | 9 juin 1935       | Doubs (25) : Loray | EF3               | 2,4 km             | Forêt de 80 hectares détruite, sapins de 30 mètres couchés au sol. | 0     | 0       |  |
| Tornade de Villexanton                               | 29 juin 1944      | Loir-et-Cher (41) : Villexanton | EF3               | 8 km               | Un mort et trois blessés. | 1     | 3       |  |
| Tornade ou cyclone de Longchamp                      | 7 août 1948       | Côte-d'Or (21) : Longchamp, Beire-le-Fort, Longeault et plusieurs autres communes du Canton de Genlis | EF3               | 10 km              | Forêt déboisée, gros arbres sectionnés ou projetés comme des fétus de paille à une dizaine de mètres, toitures de centaines de maisons et poteaux télégraphiques enlevés, veaux transportés, cheminées arrachées, cloisons soufflées. | 0     | 0       |  |
| Tornade de Noirétable                                | 14 août 1954      | Loire (42) : Noirétable | EF3               | 8 km               | Un blessé. | 0     | 1       |  |
| Tornade de Cartignies                                | 9 mai 1958        | Nord (59) : Cartignies | EF3               | Inconnue           | Vaches soulevées au-dessus des haies. | 0     | 0       |  |
| Tornade de Garac                                     | 18 mai 1960       | Haute-Garonne (31) : Garac | EF3 ou EF4        | 2 km               | Ferme entièrement détruite et deux autres endommagées, volailles tuées, matériaux emportés à plusieurs centaines de mètres, arbres tordus, cassés ou arrachés, pylônes électriques arrachés, quelques toitures endommagées, chapelle entièrement détruite. | 0     | 0       |  |
| Tornade de Cormeilles                                | 4 mai 1961        | Eure (27) : Cormeilles | EF3               | 20 km              | 2 morts et 3 blessés. | 2     | 3       |  |
| Tornade d'Évreux                                     | 4 mai 1961        | Eure (27) : Évreux | EF3               | 8 km               | Un mort et une centaine de blessés, une 2CV emportée au-dessus d'une maison,. | 1     | +100    |  |
| Tornade de Mazerolles                                | 1er août 1963     | Landes (40) : Mazerolles | EF3               | Inconnue           | Inconnus | 0     | 0       |  |
| Tornade de Tonneins                                  | 1er août 1963     | Lot-et-Garonne (47) : Le Mas-d'Agenais, Sénestis, Tonneins, Caumont-sur-Garonne, Fauillet, Longueville, Fauguerolles, Gontaud-de-Nogaret, Taillebourg, Birac-sur-Trec et de nombreuses autres communes | EF3               | 3 km               | Récoltes détruites à plus de 80%. | 0     | 0       |  |
| Tornade de Biches                                    | 21 juin 1965      | Nièvre (58) : Biches | EF3               | 7 km               | Inconnus | 0     | 0       |  |
| Tornade de Palluel                                   | 24 juin 1967      | Nord (59), Pas-de-Calais (62) : Palluel, Pommereuil, Écourt-Saint-Quentin, Saudemont, Oisy-le-Verger, Marquion, Cagnicourt, Villers-lès-Cagnicourt, Riencourt-lès-Cagnicourt. | EF5               | 40 km              | 7 morts et 72 blessés, 600 maisons détruites, voitures et arbres transportés, clocher détruit,. | 7     | 72      |  |
| Tornade de Pommereuil                                | 24 juin 1967      | Nord (59) : Pommereuil, Le Cateau-Cambrésis, Mazinghien, Saint-Benin, Saint-Souplet, Bazuel, Fontaine-au-Bois | EF4               | 23 km              | Murs et toits soufflés, arbres déracinés, voitures envolées ; 7 morts et 61 blessés, 600 maisons détruites, 16800 pommiers arrachés,. | 7     | 61      |  |
| Tornade de Davenescourt                              | 24 juin 1967      | Somme (80) : Davenescourt | EF3               | 8 km               | Dégâts importants. | 0     | 0       |  |
| Tornade de Lajoux                                    | 2 août 1967       | Jura (39) : Lajoux | EF3               | 10 km              | 9 blessés, toitures pulvérisées, sapins arrachés, maisons décapitées, chalet en bois et son contenu volatilisés, caravane emportée, troupeau roulé sur une centaine de mètres,. | 0     |         |  |
| Tornade d'Uberach                                    | 10 juillet 1968   | Bas-Rhin (67), Moselle (57) : Uberach, La Walck, Haguenau, Sarraltroff, Vieux-Lixheim, Fleisheim, Wintersbourg, Zilling, Metting, Hangviller, Wescheim, Berling, Griesbach, Bouxwiller | EF3               | 55 km              | Arbres déracinés et cassés, récoltes extraites du sol, maisons décapitées, murs éventrés, toitures arrachées, granges effondrées, animaux tués, des centaines de maisons endommagées, voitures projetées, bétonneuse déplacée de 30 m, lignes téléphoniques et électriques coupés, forêt rasée. | 0     | 0       |  |
| Tornade de Lagarde                                   | 25 mai 1969       | Ariège (09) : Lagarde | EF3               | 2 km               | Arbres centenaires de plusieurs mètres de diamètre complètement déracinés, cassés net, emportés voire dépouillés ; machines agricoles renversées ; toitures neuves enlevées ; matériel et matière textiles emportés sur plusieurs centaines de mètres ; remorque métallique soulevée et déplacée ; bidons métalliques de 200 litres emmenés dans les airs à plus de cent mètres de hauteur pour aller retomber deux cents mètres plus loin. | 0     | 0       |  |
| Tornade de Leuc                                      | 25 mai 1969       | Aude (11) : Leuc | EF3               | 2 km               | Poteaux électriques en bois coupés ; poteaux électriques en fer pliés ; arbres arrachés ou abattus ; vignes complètement rasées ; hangar métallique emporté ; voiture soulevée et projetée au-dessus d'un talus plusieurs mètres plus loin ; eaux de la rivière du Lauquet soulevées à plusieurs dizaines de mètres de hauteur. | 0     | 0       |  |
| Tornade de Challans                                  | 20 novembre 1970  | Vendée (85) : Challans | EF3               | environ 500 m      | 8 blessés, hangar effondré, briques et parpaings projetés sur les maisons, des dizaines d'habitations endommagées, toitures soufflées. | 0     | 8       |  |
| Tornade de La Rochelle                               | 25 janvier 1971   | Charente-Maritime (17) : La Rochelle | EF3               | 3,5 km             | Arbres déracinés ; toitures arrachées sur une vingtaine de maisons et une dizaine d'entreprises de la Z.I de Chef de Baie ; pylônes électriques (dont certains en béton armé) abattus ou brisés ; bâtiment des Salines de l'Ouest (vaste bâtiment construit en voûte sans structure interne) entièrement effondré ; voitures soulevées du sol, couchées, ou projetées contre les murs ; tôles, lattes de bois, terre pris dans le tourbillon à une hauteur de 80 à 100 mètres. | 0     | 0       |  |
| Tornade de Fagnières                                 | 17 mai 1971       | Marne (51) : Fagnières | EF2 ou EF3        | Inconnue           | Inconnus | 0     | 0       |  |
| Tornade de Sancy-lès-Provins                         | 20 septembre 1973 | Seine-et-Marne (77), Marne (51) : Sancy-lès-Provins, Courtacon, Augers-en-Brie, Esternay, Maisoncelles, Neuvy, | EF3               | 20 km              | Un mort et huit blessés, camion soulevé et projeté à 50m, toitures arrachées, station service détruite, garage effondré. | 1     | 8       |  |
| Tornade de Grainville-Langannerie                    | 20 septembre 1973 | Calvados (14) : Grainville-Langannerie | EF3               | 8 km               | Un mort et deux blessés. | 1     | 2       |  |
| Tornade de Lanrivoaré                                | 7 juillet 1975    | Finistère (29) : Lanrivoaré | EF3               | 3 km               | Trois blessés, tracteur envolé, plusieurs fermes soufflées,. | 0     | 3       |  |
| Tornade du Fief-Sauvin                               | 13 décembre 1978  | Maine-et-Loire (49) : Le Fief-Sauvin et deux autres communes | EF3               | 30 km              | Église coupée en deux. | 0     | 0       |  |
| Tornade d'Izé                                        | 13 décembre 1978  | Mayenne (53), Sarthe (72) : Izé et plusieurs autres communes | EF3               | 25 km              | Un mort et trois blessés, une partie du bourg dont l'église ravagée,. | 1     | 3       |  |
| Tornade de La Caillère-Saint-Hilaire                 | 14 décembre 1978  | Vendée (85) : La Caillère-Saint-Hilaire | EF3               | 600 m              | Cinq maisons détruites et quatre autres fortement endommagées, un mort et deux blessés. | 1     | 2       |  |
| Tornade de Marval                                    | 25 mars 1979      | Haute-Vienne (87) : Marval (Milhaguet), Cussac, Champagnac-la-Rivière. | EF3               | 10 km              | Cheminées détruites ; arbres, dont des chênes énormes, dépouillés, brisés et emportés ; poteaux EDF et des PTT brisés comme des fétus de paille ; église de Milhaguet endommagée (toiture arrachée) ; toitures emportées ; camion enlevé, retourné et projeté à une trentaine de mètres du lieu où il était stationné ; maison éventrée avec effondrement des murs extérieurs ; fils électriques dénudés ; vision de très nombreux projectiles ; arbres arrachés et emmenés à 200 mètres. | 0     | 0       |  |
| Tornade de Tours                                     | 23 février 1981   | Indre-et-Loire (37) : Tours | EF3               | Inconnue           | Inconnus | 0     | 0       |  |
| Tornade de Levier                                    | 2 juin 1982       | Doubs (25) : Levier | EF4               | 3 km               | Arbres déracinés et cassés, herbe arrachée, pylônes télégraphiques détruits ; 5 maisons, une ferme, une scierie, un atelier de stockage, une usine et de nombreuses voitures détruits ; 8 blessés,. | 0     | 8       |  |
| Tornade de Sachy                                     | 20 septembre 1982 | France : Ardennes (08) : Sachy, Messempré Belgique : Province de Liège, Province de Luxembourg : Lambermont, Chassepierre, Chiny, Mellier, Léglise | EF3               | 27 km              | 4 blessés, camping dévasté, voiture emportée, église décapitée, des dizaines de maisons détruites. | 0     | 4       |  |
| Tornade de Vendays-Montalivet                        | 18 juillet 1983   | Gironde (33) : Vendays-Montalivet | EF3               | 4 km               | Nombreux bungalows et caravanes endommagés voire détruits, un mort et une vingtaine de blessés, 40 ha de forêt endommagés, arbres cassés, vrillés ou déracinés. | 1     | +20     |  |
| Tornade de Messimy                                   | 6 juin 1985       | Rhône (69) : Messimy, Brindas, Vaugneray, Craponne, Soucieu-en-Jarrest, Tassin-la-Demi-Lune | EF3               | 7 km               | Trois blessés, une centaine de maisons endommagées, toits arrachés et transportés sur plusieurs centaines de mètres, arbres arrachés, caravanes soulevées par-dessus les toits, cultures détruites. | 0     | 3       |  |
| Tornade de La Charité-sur-Loire                      | 17 août 1986      | Nièvre (58) : La Charité-sur-Loire | EF3               | 22 km              | Silo emporté, arbres déracinés, un mort et trente-trois blessés,. | 1     | 33      |  |
| Tornade de Marseillan                                | 23 octobre 1990   | Hérault (34) : Marseillan | EF3               | Inconnue           | Camping détruit, importants dégâts aux constructions,. | 0     | 0       |  |
| Tornade de Rouillé                                   | 9 novembre 1997   | Vienne (86) : Rouillé, Celle-Lévescault | EF3               | 12.5 km            | Toitures entièrement arrachées avec, au pire, des murs extérieurs écrêtés ; pylônes électriques jetés à terre ; gros arbres déracinés ou coupés nets ; véhicules retournés ; une remorque de plusieurs tonnes détachée d'un camion et projetée contre une habitation ; nombreux hangars démolis (structures solides avec murs en pierre), nombreuses projections à distance. | 0     | 0       |  |
| Tornade de Villemort                                 | 9 novembre 1997   | Vienne (86), Indre (36) : Antigny, Haims, Villemort, Béthines, Concremiers | EF3               | 12 km              | Toitures entièrement arrachées avec, au pire, des murs extérieurs écrêtés ; pylônes électriques jetés à terre ; gros arbres déracinés ou coupés nets (conifères et feuillus) ; véhicules retournés ; nombreux hangars démolis (structures solides avec murs en pierre), nombreuses projections à distance. | 0     | 0       |  |
| Tornade de Saint-Omer-Capelle                        | 7 janvier 1998    | Pas-de-Calais (62) : Plusieurs villages dont Saint-Omer-Capelle, Offekerque et Bourbourg | EF3               | environ 15 km      | Près de 200 maisons endommagées, clocher d'une église renversé, nombreux arbres et quelques pylônes abattus,. | 0     | 0       |  |
| Tornade de Montpellier                               | 19 septembre 2000 | Hérault (34) : Etang de l'Arnel (Villeneuve-les-Maguelone), puis le long du cours du Lez (à une distance maximale de 200m de celui-ci), Lattes, Montpellier (quartiers Port-Marianne, Richter, Pompignane) Castelau-le-Lez, puis naissance d'une seconde tornade à Prades-le-Lez, Saint-Drezery                                  | EF2               | au moins 14 km     | Effondrement de deux grues de chantier dont une de 35 mètres de haut et d'un poids de 7 tonnes sur le chantier de la résidence Les Alizés (quartier Richter), tuant 3 ouvriers. 700 mètres plus loin, effondrement d'une autre grue de chantier sur la résidence Le Parnasse. Nombreux arbres déracinés ou brisés nets (dont 200 platanes), un mazet soufflé, toitures arrachées, pylônes et réverbères détruits, panneaux publicitaires pliés, charpente d'un Intermarché pliée, véhicules déplacés et abîmés. La quille d'environ 5 mètres qui servait d'enseigne au bowling de Montpellier a remonté l'Avenue de la Pompignane pour finir sa course sur la commune de Castelnau-le-Lez. | 3     | 8       |  |
| Tornade de Houdain                                   | 10 décembre 2000  | Pas-de-Calais (62) : Beugin, Houdain | EF3               | au moins 3 km      | Caravane transportée à plusieurs mètres de hauteur et emmenée à distance en percutant une bétonnière avant d'être pulvérisée contre un mur ; effondrement d'une grange ; toitures arrachées ou éventrées avec, au pire, un écrêtement des murs extérieurs ou un effondrement partiel des murs porteurs ; animaux aspirés ; multiples projections de débris alentour ; une poutre de 100 kg fichée dans le toit d'une habitation ; toiture d'un supermarché envolée. | 0     | 0       |  |

### XXIesiècle

#### 2001-2010
| Tornade                               | Date              | Lieux | Intensité estimée                                                                    | Distance parcourue         | Dégâts | Morts           | Blessés |
| ------------------------------------- | ----------------- | --- | ------------------------------------------------------------------------------------ | -------------------------- | --- | --------------- | ------- |
| Tornade d'Usseau                      | 4 janvier 2001    | Vienne : Thuré, Usseau, Antran, Ingrandes | EF2                                                                                  | 12 km                      | |                 |         |
| Tornade de Buzançais                  | 4 janvier 2001    | Indre : Saint-Genou, Buzançais | EF2                                                                                  | 10 km                      | |                 |         |
| Tornade de Wattrelos                  | 24 avril 2001     | Nord : Wattrelos | EF2                                                                                  | 0,7 km                     | |                 |         |
| Tornade de Lurcy-le-Bourg             | 13 juillet 2001   | Nièvre : Lurcy-le-Bourg | EF2                                                                                  | 0,5 km                     | |                 |         |
| Tornade d'Argelès-sur-Mer             | 20 octobre 2001   | Pyrénées-Orientales : Argelès-sur-Mer | EF2                                                                                  | 2,0 km                     | |                 |         |
| Tornade de Dunkerque                  | 9 novembre 2001   | Nord (59) : Dunkerque, Coudekerque-Branche, Cappelle-la-Grande                                                                                | EF3                                                                                  | 5 km                       | Arbres déracinés ou couchés sur le sol avec souches présentées vers le ciel ; effondrement d'une grue de chantier ; toitures partiellement ou totalement arrachées avec, au pire, des murs extérieurs écrêtés ou un effondrement partiel de pans de murs ; destruction complète d'un entrepôt en briques ; classe de lycée en préfabriqué emmenée dans les airs et désintégrée ; camions retournés ; fils électriques jetés à terre. | 0               | 0       |
| Tornade de l'Île-d'Houat              | 11 août 2004      | Morbihan (56) : Île-d'Houat | EF2                                                                                  | 1 km (partie terrestre)    | Bateaux et catamarans retournés, brisés ou coulés ; remorque de chantier d'environ 500 kg qui s'est envolée à plusieurs dizaines de mètres de hauteur ; personnes qui ont été projetées ou soulevées à 20 mètres ; une personne emportée et fracassée contre des rochers situés en contrebas d'un camping,. | 1               | 0       |
| Tornade d'Ivoy-le-Pré                 | 28 juillet 2005   | Cher : Ivoy-le-Pré, Jars | EF2                                                                                  | 12,5 km                    | |                 |         |
| Tornade d'Ambérieu-en-Bugey           | 10 mars 2006      | Ain : Ambérieu-en-Bugey | EF2                                                                                  | 1,6 km                     | |                 |         |
| Tornade des Échelles                  | 10 mars 2006      | Savoie : Les Échelles | EF2                                                                                  | 1,0 km                     | |                 |         |
| Tornade de Saint-Aunès                | 14 septembre 2006 | Hérault : Mauguio, Saint-Aunès, Vendargues, Castries                                                                                          | EF2                                                                                  | 10 km                      | |                 |         |
| Tornade d'Arques                      | 23 octobre 2006   | Pas-de-Calais : Arques | EF2                                                                                  | 3,7 km                     | |                 |         |
| Tornade d'Équeurdreville-Hainneville  | 11 février 2007   | Manche : Sainte-Croix-Hague, Querqueville, Tonneville, Équeurdreville-Hainneville, Cherbourg-Octeville                                        | EF2                                                                                  | 9 km                       | |                 |         |
| Tornade de Soulosse-sous-Saint-Élophe | 11 février 2007   | Vosges : Soulosse-sous-Saint-Élophe | EF2                                                                                  | 1,1 km                     | |                 |         |
| Tornade en Val-de-Sambre              | 3 août 2008       | Nord (59) : Pont-sur-Sambre, Boussières-sur-Sambre, Hautmont, Neuf-Mesnil, Maubeuge, Assevent, Boussois                                       | EF3 (Météo-France) (Officieusement EF4 par Keraunos un organisme non gouvernemental) | 18,7 km                    | Des centaines de toitures endommagées, effondrement de pylônes à haute tension et de la flèche d'un clocher, arbres de toutes tailles déracinés, brisés net ou dépouillés et même écorcés par des projections de débris ; plusieurs maisons écroulées avec maintien des murs du rez-de-chaussée ; deux maisons entièrement rasées jusqu'aux fondations ; environ 300 000 m² de forêt anéantie à Hautmont ; certains arbres transportés tout entiers à plus de 150 mètres et ayant atterri dans des jardins ; véhicules emportés et projetés à plusieurs dizaines de mètres de leur emplacement d'origine ; individus emmenés dans les airs. | 3 (+ 1 suicide) | 18      |
| Tornade de Saint-Bonnet-des-Quarts    | 21 mai 2009       | Allier (03), Loire (42) : Arfeuilles, Saint-Bonnet-des-Quarts                                                                                 | EF2                                                                                  | 6,5 km                     | Plusieurs toitures partiellement ou totalement endommagées ; arbres centenaires, dont de très nombreux conifères de taille importante, déracinés, étêtés, brisés à ras du sol avec abattis complet sur certaines parcelles de forêts ; arbres feuillus centenaires déracinés ou tordus ; branches emmenées dans les airs ; quelques éléments de couverture de l'église des Biefs enlevés. | 0               | 0       |
| Tornade de Plédéliac                  | 5 février 2010    | Côtes-d'Armor (22) : Plédéliac | EF0                                                                                  | 3,5 km                     | Toiture emportée, faitages entièrement arrachés. | 0               | 0       |
| Tornade de Fontenay-le-Comte          | 5 février 2010    | Vendée (85) : Fontenay-le-Comte | EF0                                                                                  | 0,5 km                     | Tuiles envolées, antennes pliées. | 0               | 0       |
| Tornade de Saint-Amand-Magnazeix      | 25 février 2010   | Haute-Vienne (87) : Saint-Amand-Magnazeix | EF1                                                                                  | 1 km                       | Saules et chênes arrachés et vrillés, toitures fortement endommagées, tôle arrachée avec la charpente. | 0               | 0       |
| Tornade de Carentan                   | 29 mars 2010      | Manche (50) : Carentan | EF1                                                                                  | 0,4 km                     | Tuiles envolées, arbres couchés, portail électrique arraché, bateau sur remorque soulevé. | 0               | 0       |
| Tornade de Blennes                    | 29 mars 2010      | Seine-et-Marne (77), Yonne (89) : Blennes, Villethierry                                                                                       | EF1                                                                                  | 6 km                       | Arbres étêtés, grosses branches cassées, tuiles envolées et cheminée abattue,. | 0               | 0       |
| Tornade de Hyères                     | 30 mars 2010      | Var (83) : Hyères | EF1                                                                                  | 1 km                       | Cabanons détruits, tôles envolées, olivier arraché et projeté, poteaux de serres plantés sur une profondeur d'un mètre sortis de terre, projection de cailloux sur double-vitrage d'une maison produisant des dommages comparables à des impacts de balles de fusil, un blessé léger,. | 0               | 1       |
| Tornade de Gesvres-le-Chapitre        | 12 juillet 2010   | Seine-et-Marne (77) : Le Plessis-aux-Bois, Le Plessis-l'Évêque, Monthyon, Gesvres-le-Chapitre                                                 | EF0                                                                                  | 5,5 km                     | Tôles soulevées sur une ferme, tuiles et branches d'arbres cassées,. | 0               | 0       |
| Tornade de Bannoncourt                | 23 juillet 2010   | Meuse (55) : Bannoncourt | EF0                                                                                  | 0,5 km                     | Tôles soulevées sur hangar, toitures endommagées, grosses branches cassées. | 0               | 0       |
| Tornade de Colonne                    | 2 août 2010       | Jura (39) : Colonne | EF0                                                                                  | Inconnue (faible distance) | Quelques grosses branches cassées,. | 0               | 0       |
| Tornade de Avesnes-les-Aubert         | 22 août 2010      | Nord (59) : Rieux-en-Cambrésis, Avesnes-les-Aubert, Saint-Aubert                                                                              | EF0                                                                                  | 6 km                       | Grosses branches cassées, arbre déraciné, toiture faiblement endommagée. | 0               | 0       |
| Tornade de Humbert                    | 23 août 2010      | Pas-de-Calais (62) : Sempy, Humbert, Saint-Michel-sous-Bois                                                                                   | EF2                                                                                  | 4,5 km                     | Plusieurs toitures faiblement endommagées, arbres déracinés ou cassés net, grosses branches cassées et envolées, destruction d'un hangar de 200 m2 en bois et tôle (ancré dans des fondations en béton), moissonneuse-batteuse déplacée, engin agricole de plusieurs tonnes retourné, deux pylônes électriques en béton cassés net, projection de tôles à plus de 500 m de distance,. | 0               | 0       |
| Tornade de Eschwiller                 | 26 août 2010      | Moselle (57), Bas-Rhin (67) : Loudrefing, Mittersheim, Romelfing, Fénétrange, Niederstinzel, Postroff, Eschwiller, Eywiller, Weyer, Drulingen | EF1                                                                                  | 23 km                      | Arbres déracinés, étêtés ou vrillés, hangar détruit, quatre caravanes d'un camping déplacées sur plusieurs dizaines de mètres et retournées, toitures endommagées, câbles téléphoniques arrachés, véhicules chahutés sur l'autoroute A4,. | 0               | 0       |
| Tornade de Seebach                    | 8 septembre 2010  | Bas-Rhin (67) : Seebach | EF0                                                                                  | Inconnue (faible distance) | Portion de toiture retournée et pliée, quelques tuiles aspirées vers le haut avant de retomber. | 0               | 0       |
| Tornade de Créances                   | 17 septembre 2010 | Manche (50) : Créances | EF0                                                                                  | Inconnue (faible distance) | Toiture d'un abri de jardin aspirée et emportée à 20 mètres de distance. | 0               | 0       |
| Tornade de Noyelles-lès-Vermelles     | 26 septembre 2010 | Pas-de-Calais (62) : Noyelles-lès-Vermelles                                                                                                   | EF0                                                                                  | 0,3 km                     | Toitures endommagées, petites branches d’arbres arrachées et éparpillées, trampolines emporté retrouvé deux maisons plus loin. | 0               | 0       |
| Tornade de Lambersart                 | 24 octobre 2010   | Nord (59) : Lambersart | EF0                                                                                  | 0,1 km                     | Faîtières de toitures enlevées, toitures endommagées, un roulement de persienne arraché, un toit en plexiglas aspiré, projection de tuiles,. | 0               | 0       |
| Tornade du Pradet                     | 20 novembre 2010  | Var (83) : Le Pradet | EF0                                                                                  | Inconnue                   | Toiture arrachée et endommagée,. | 0               | 0       |

#### 2011-2020
| Tornade                               | Date              | Lieux | Intensité            | Distance parcourue         | Dégâts | Morts | Blessés              |
| ------------------------------------- | ----------------- | --- | -------------------- | -------------------------- | --- | ----- | -------------------- |
| Tornade du Neubourg[réf. nécessaire]  | 14 juin 2011      | Eure (27) : Le Neubourg, Aviron, Évreux | EF3[réf. nécessaire] | 25 km                      | Toitures arrachées, arbres déracinés, et foyers privés d'électricité | 0     | 0                    |
| Tornade de Rians                      | 9 juillet 2011    | Var (83) : Rians | EF0                  | Inconnue (faible distance) | Tuiles envolées, portions marginales de toitures endommagées, petites branches arrachées,. | 0     | 0                    |
| Tornade de Villey-Saint-Étienne       | 5 août 2011       | Meurthe-et-Moselle (54) : Villey-Saint-Étienne | EF1                  | 1,5 km                     | Végétation basse endommagée, cultures détruites, grosses branches cassées, arbres de dimensions moyennes couchés ou brisés, toitures endommagées, portail en fer arraché, une serre détruite. | 0     | 0                    |
| Tornade de Moissac                    | 26 août 2011      | Tarn-et-Garonne (82) : Moissac | EF0                  | Inconnue                   | Faible dégât,. | 0     | 0                    |
| Tornade de Draguignan                 | 4 septembre 2011  | Var (83) : Draguignan | EF0                  | Inconnue (faible distance) | Mobilier de jardin emporté, olivier couché, grosses branches d'arbres cassées, muret abattu, tuiles envolées,. | 0     | 0                    |
| Tornade de Hermeville                 | 18 septembre 2011 | Seine-Maritime (76) : Hermeville | EF0                  | 0,5 km                     | Mobilier de jardin déplacé, arbre de faibles dimensions couché, toiture d'habitation endommagée. | 0     | 0                    |
| Tornade de Sanary-sur-Mer             | 25 octobre 2011   | Var (83) : Sanary-sur-Mer | EF1                  | 3,3 km                     | Toitures endommagées, gros arbres déracinés ou étêtés, poteaux électriques brisés net, lampadaires pliés,. | 0     | 0                    |
| Tornade de Anduze                     | 3 novembre 2011   | Gard (30) : Durfort-et-Saint-Martin-de-Sossenac, Tornac, Anduze, Générargues, Saint-Sébastien-d'Aigrefeuille | EF2                  | 13 km                      | Toitures endommagées, gros arbres déracinés ou étêtés, poteaux électriques (bois) brisés net, arbres parfois imposants brisés net près du sol, poutres métalliques et grumes de bois de 300 à 400 kilos projetés à 100 mètres, des éléments de toits significatifs propulsés à plusieurs centaines de mètres,. | 0     | 0                    |
| Tornade de Seysses                    | 29 avril 2012     | Haute-Garonne (31) : Muret (Cizier), Seysses | EF1                  | 3,3 km                     | Arbres couchés ou étêtés (résineux), arbres fruitiers cassés net ou grosses branches cassées, dégâts aux habitations (toitures faiblement endommagées), panneaux de signalisation ou publicitaires décrochés ou tordus, toiture d'un hangar d'une exploitation agricole endommagée, hangar et grange d'une exploitation agricole très endommagés (structure avec charpente, une partie des murs en briques) mais dont les fondations ont subsisté, un pylône électrique (basse tension) brisé (peut-être indirectement), un pivot d'irrigation couché, une serre atteinte (arceaux intacts),. | 0     | 0                    |
| Tornade de Silly-sur-Nied             | 7 juin 2012       | Moselle (57) : Retonfey, Silly-sur-Nied, Courcelles-Chaussy | EF0                  | 6 km                       | Quelques branches d'arbres cassées, sillons tracés dans les champs, fils électriques faiblement dénudés, tuiles déplacées ou enlevées,. | 0     | 0                    |
| Tornade de Le Lardin-Saint-Lazare     | 11 juin 2012      | Dordogne (24) : Le Lardin-Saint-Lazare | EF1                  | 1,8 km                     | Toitures endommagées, grosses branches cassées, arbres conifères brisés net, multiples projections de débris (tuiles, branches, mobilier de jardin), fils et poteaux électriques sectionnés par des branches d'arbres, pierres tombales couchées d'un cimetière. | 0     | 0                    |
| Tornade de Versigny                   | 12 juin 2012      | Aisne (02) : Versigny | EF0                  | Inconnue                   | Aucun dégâts recensés, tornade de très faible intensité,. | 0     | 0                    |
| Tornade d'Isbergues                   | 21 juin 2012      | Pas-de-Calais (62) : Isbergues, Aire-sur-la-Lys | EF1                  | 2,8 km                     | Caravane renversée, toiture en tôles arrachée, véranda soufflée et fragments de toiture en plexiglas retrouvés à 100 mètres, branches brisées et emporté, arbres feuillus de grande dimension ébranchés ou coupés net, toitures d'habitations endommagées. | 0     | 0                    |
| Tornade de Hermonville                | 21 juin 2012      | Marne (51) : Pévy, Hermonville, Villers-Franqueux | EF1                  | 6,5 km                     | Branches d'arbres cassées, arbres déracinés, abri de jardin détruit et débris emporté,. | 0     | 0                    |
| Tornade de Montviette                 | 7 juillet 2012    | Calvados (14) : L'Oudon, Saint-Georges-en-Auge, Montviette | EF0                  | 6 km                       | Grosses branches cassées, arbres couchés ou sectionnés, habitations endommagées, fils électriques rompus. | 0     | 0                    |
| Tornade de Verderel-lès-Sauqueuse     | 7 juillet 2012    | Oise (60) : Verderel-lès-Sauqueuse, Juvignies, Luchy | EF0                  | 4,7 km                     | Arbres ébranchés ou couchés, tôles de hangars envolées, nombreux débris légers emmenés dans la colonne, dommage sur des habitations,. | 0     | 0                    |
| Tornade de Saint-Pierre-de-Manneville | 7 juillet 2012    | Eure (27), Seine-Maritime (76) : Caumont, Sahurs, Saint-Pierre-de-Manneville | EF1                  | 3,2 km                     | Arbres de grande dimension déracinés, couvertures d'habitations endommagées, tôles d'un hangar envolées,. | 0     | 0                    |
| Tornade de Fervaques                  | 7 juillet 2012    | Calvados (14) : Livarot, Sainte-Marguerite-des-Loges, Le Mesnil-Germain, Cheffreville-Tonnencourt, Fervaques, Auquainville, Prêtreville, Saint-Cyr-du-Ronceray, Saint-Pierre-de-Mailloc, La Chapelle-Yvon | EF1                  | 14 km                      | Toitures d'habitations endommagées, véhicule automobile déplacé, arbres feuillus déracinés ou brisés, projections de débris, champs de maïs couchés, un catamaran déplacé,. | 0     | 0                    |
| Tornade de Saint-Bresson              | 15 juillet 2012   | Haute-Saône (70) : Saint-Bresson | EF0                  | 0,5 km                     | Toitures d'habitation endommagées, tôles de hangars agricoles arrachées. | 0     | 0                    |
| Tornade de Ghyvelde                   | 20 juillet 2012   | Nord (59) : Ghyvelde | EF0                  | 0,6 km                     | Végétation agitée, petites branches cassées. | 0     | 0                    |
| Tornade de La Brousse                 | 25 septembre 2012 | Charente-Maritime (17) : Aumagne, La Brousse | EF1                  | 6 km                       | Vigne affaissé, arbres endommagés et branches projetées à distance, dégâts nombreux au mobilier de jardin, portail arraché, morceau de mur couché, toitures d'habitations détuilées, tôles de hangar enlevées en partie. | 0     | 0                    |
| Tornade de Wargnies                   | 25 septembre 2012 | Somme (80) : Wargnies, Naours | EF1                  | 0,9 km                     | Grosses branches cassées et emporté, champ de maïs couché sur une largeur de 30 mètres. | 0     | 0                    |
| Tornade de Gizy                       | 27 septembre 2012 | Aisne (02) : Gizy | EF0                  | 1,4 km                     | Grosses branches cassées, habitations endommagées, antennes TV pliées, toiture d'un bâtiment en tôles en partie enlevée et morceaux propulsés, multiples projections de branches d'arbres. | 0     | 0                    |
| Tornade de Saint-Hilaire-le-Vouhis    | 14 octobre 2012   | Vendée (85) : Saint-Hilaire-le-Vouhis, Chantonnay | EF1                  | 3,4 km                     | Arbres et conifères déracinés ou brisés, toitures d'habitations endommagées, toiture de l'église partiellement arrachée, stèles et monuments funéraires couchés ou brisés, multiples projections de débris de faibles dimensions (volets, stores, branches, mobiliers de jardin). | 0     | 0                    |
| Tornade des Pennes-Mirabeau           | 14 octobre 2012   | Bouches-du-Rhône (13) : Septèmes-les-Vallons, Les Pennes-Mirabeau, Cabriès | EF1                  | 4 km                       | Arbres déracinés ou brisés net, toitures endommagées sur des habitations, poteaux électriques (basse tension) brisés, dommages modérés sur plusieurs toitures de magasins, projections de débris (tôles, branches d'arbres), véhicules automobiles déplacés et un grand nombre endommagés par des projectiles de faibles dimensions,. | 0     | 0                    |
| Tornade de La Croix-Valmer            | 14 octobre 2012   | Var (83) : La Croix-Valmer | EF0                  | 3,8 km                     | Arbres de faible dimension couchés, plusieurs arbres déracinés, toitures d'habitation endommagées, quelques débris légers. | 0     | 0                    |
| Tornade de Eccica-Suarella            | 26 octobre 2012   | Corse-du-Sud (2A) : Eccica-Suarella | EF0                  | 0,2 km                     | Arbres de faible dimension arrachés, une habitation endommagée,. | 0     | 0                    |
| Tornade de Tinténiac                  | 15 décembre 2012  | Ille-et-Vilaine (35) : La Baussaine, Tinténiac, Quebriac, Combourg, Lanrigan, Saint-Léger-des-Prés, Cuguen, Noyal-sous-Bazouges, Bazouges-la-Perouse | EF2                  | 28 km                      | Arbres déracinés ou brisés net, toitures d'habitations arrachées, habitation éventrée, nombreux débris emmenés à grande distance, hangars effondrés,. | 0     | 0                    |
| Tornade de Sarceaux                   | 15 décembre 2012  | Orne (61) : Fontenai-sur-Orne, Sarceaux | EF0                  | 3,4 km                     | Arbres fruitiers couchés, clôtures endommagées, matériel de chantier déplacé, toitures d'habitations faiblement détuilées. | 0     | 0                    |
| Tornade de Notre-Dame-du-Hamel        | 15 décembre 2012  | Orne (61), Eure (27) : Villers-en-Ouche, Anceins, Notre-Dame-du-Hamel, Mesnil-Rousset, Saint-Sylvestre, Saint-Pierre-du-Mesnil | EF1                  | 11 km                      | Arbres déracinés ou brisés net, branches emmenées à distance, toit d'habitation éventré, tuiles enlevées sur habitation, tôles métalliques de hangar enlevées, poteaux téléphoniques couchés, bétonnière déplacée. | 0     | 0                    |
| Tornade de Pré-en-Pail                | 15 décembre 2012  | Mayenne (53), Orne (61) : Pré-en-Pail, Saint-Samson, Ciral, Saint-Ellier-les-Bois, Longuenoë, Livaie, Fontenai-les-Louvets, Le Bouillon, La Chapelle-près-Sées, Neauphe-sous-Essai, Sées | EF2                  | 37 km                      | Arbres déracinés ou brisés net, toitures d'habitations arrachées en partie, une habitation éventrée, hangars effondrés,. | 0     | 0                    |
| Tornade d'Étang-sur-Arroux            | 5 février 2013    | Saône-et-Loire (71) : Étang-sur-Arroux | EF0                  | 3,5 km                     | Toitures d'habitations endommagées, mobilier de jardin emporté, déplacé, mangeoire à vache retournée et traînée 50 m, tôles d'abri à foin enlevées, grosses branches cassées, quelques arbres couchés (branches portées à distance). | 0     | 0                    |
| Tornade de Jallais                    | 10 mars 2013      | Maine-et-Loire (49) : Jallais | EF1                  | 1,5 km                     | Toiture d'une stabulation emportée 2 000 m2 en plaque de fibrociment, structure du bâtiment endommagée arbres déracinés, prunier brisé, haie brisée,. | 0     | 0                    |
| Tornade de Macheren                   | 23 mai 2013       | Moselle (57) : Macheren | EF0                  | 800 m                      | Végétation agitée (branches d'arbres en forêt), herbes couchées. | 0     | 0                    |
| Tornade d'Étrochey                    | 19 juin 2013      | Côte-d'Or (21) : Poinçon-lès-Larrey, Bouix, Étrochey, Montliot-et-Courcelles, Massingy. | EF3                  | 14 km                      | Pylônes électriques en béton brisés ; arbres adultes dépouillés et écorcés ; pieds de colza couchés, dépouillés, arrachés de terre ; projection de tuiles à 500 mètres ; objets lourds (portails d'habitation, chalets de jardin, morceaux de toitures) retrouvés à grande distance pulvérisés ou sérieusement endommagés ; un pan entier de construction d'un corps de ferme rasé ; une habitation dont les fondations ont été ébranlées ; toiture arrachée entièrement avec un mur-pignon ; stèle d'une tonne déplacée ; barres en fer arrachées et plantées profondément dans le sol, à 70 mètres de leur emplacement d'origine ; plusieurs hangars agricoles ou petites habitations en dur, soufflés ou rasés entièrement. Une vingtaine de maisons ont été sévèrement endommagées, 40 ont été sinistrées et environ 150 affectées à des degrés divers. Un blessé léger. | 0     | 1                    |
| Tornade de Saint-Alyre-d'Arlanc       | 28 juillet 2013   | Haute-Loire (43), Puy-de-Dôme (63) : Cistrières, Saint-Alyre-d'Arlanc | EF2                  | 7 km                       | |       |                      |
| Tornade de Bailleul                   | 20 octobre 2013   | France : Nord (59) : Bailleul. Belgique : Flandre-Occidentale : Heuvelland. | EF2                  | 9,1 km                     | |       |                      |
| Tornade de Halluin et Rekkem          | 25 janvier 2014   | France : Nord (59) : Halluin. Belgique : Flandre-Occidentale : Wervik, Menin, Rekkem, Lauwe, Oude, Courtrai. | EF2                  | 12,8 km                    | Arbres déracinés ou brisés net ; toitures d'habitations endommagées, dont certaines entièrement arrachées sur deux corps de ferme ; hangars effondrés ; enseignes de magasins projetées à distance, vitrines brisées (y compris des vitrines anti-effraction), marchandises aspirées et projetées à grande distance, abris de jardin soulevés, inclinés ou détruits. | 0     | 0                    |
| Tornade de Plouray                    | 8 octobre 2014    | Morbihan (56) : Plouray Côtes-d'Armor (22) : Glomel | EF2                  | 3,1 km au moins            | Arbres feuillus déracinés ; pans de toitures de hangars arrachés ; habitations endommagées (couverture enlevée, charpente éventrée, cheminée écroulée) ; une toiture d'habitation entièrement arrachée ; un pylône électrique en béton vrillé et tordu ; multiples phénomènes d'aspirations (dont des portes sorties de leurs gonds ou happées vers l'extérieur). | 0     | 0                    |
| Tornade de Sérignan                   | 28 novembre 2014  | Hérault (34) : Sérignan, Villeneuve-lès-Béziers | EF2                  | 3,7 km (partie terrestre)  | Arbres déracinés ; mobil-homes pulvérisés et débris portés à distance ; habitations endommagées (volets aspirés, vitres brisées, toitures entièrement arrachées avec la charpente) ; deux bâtiments construits en dur (mais présentant une grande prise au vent) partiellement détruits ; panneaux publicitaires et mobilier urbain arrachés et portés à grande distance ; fils électriques dénudés ; un morceau de charpente arraché d'un toit et fiché dans un mobil-home, à 80 mètres de distance ; un véhicule déplacé ; laine de verre et débris divers déposés jusqu'à 2,5 kilomètres de distance. | 0     | 0                    |
| Tornade de Gerbépal                   | 13 mai 2015       | Vosges (88) : Granges-sur-Vologne, Barbey-Seroux, Arrentès-de-Corcieux, Gerbépal, Ban-sur-Meurthe-Clefcy, Le Valtin | EF2                  | 16,1 km                    | |       |                      |
| Tornade de Montauban                  | 31 août 2015      | Tarn-et-Garonne (82) : Bressols, Montauban, Albias. | EF1                  | 20 km                      | Arbres arrachés et déracinés ; branches, paraboles, tuiles, table de jardins déportés sur une grande distance ; maisons et toits détruits, habitations endommagées, volets et portes arrachés, panneaux publicitaires détruits, piliers électriques détruits et fils électriques coupés (39 000 personnes privées d'électricité),. | 1     | 11                   |
| Tornade de Sonnac                     | 16 septembre 2015 | Charente (16), Charente-Maritime (17) : Chaniers, La Chapelle-des-Pots, Saint-Césaire, Saint-Bris-des-Bois, Villars-les-Bois, Migron, Mons, Prignac, Thors, Matha, Sonnac, Haimps, Massac, Beauvais-sur-Matha, Bazauges, Ranville-Breuillaud, Barbezières, Lupsault, Saint-Fraigne, Ébréon, Souvigné, Courcôme, Raix, La Faye, Condac | EF2                  | 70,5 km                    | |       |                      |
| Tornade de Saint-Martin-de-Londres    | 23 novembre 2016  | Hérault (34) | EF2                  | 2 km                       | Arbres ébranchés, déracinés ou brisés, habitations endommagées, véhicules déplacés, retournés, transportés, projections à distance | 0     | 0                    |
| Tornade de Lorris                     | 5 mars 2017       | Loiret (45) : Lorris, Montereau, Varennes-Changy, Le Moulinet-sur-Solin | EF2                  | 15 km                      | |       |                      |
| Tornade de Saint-Jeures               | 31 août 2017      | Haute-Loire (43) : Araules, Saint-Jeures, Chenereilles, Tence | EF2                  | 13,5 km                    | |       |                      |
| Tornade de Maureillas-las-illas       | 7 janvier 2018    | Pyrénées-Orientales | EF2                  | 14,9 km                    | Arbres adultes déracinés ou sectionnés, environ 200 habitations endommagées, plusieurs bâtiments communaux touchés, véhicules brisés, pylônes électriques en bois ou en béton armé incliné ou tordus sous l'action du vent, etc. | 0     | 0                    |
| Tornade de La Tranche-sur-Mer         | 13 février 2018   | Vendée | EF1                  | 600 mètres                 | Habitations endommagées, palissades détruites, mobilier de jardin emporté, arbres adultes sectionnés avec projection de branches et de couronnes à une dizaine de mètres et projections de tôles à distance | 0     | 0                    |
| Tornade de Solliès-Ville              | 31 mars 2018      | Var | EF0                  | Quelques mètres            | Dégâts mineurs aux toits, abri de jardin et grillages souples | 0     | 0                    |
| Tornade de Villeneuve-Loubet          | 12 avril 2018     | Alpes-Maritimes | EF1                  | Inconnue                   | Inconnue | 0     | 0                    |
| Tornade de Vanault le Chatel          | 29 avril 2018     | Marne | EF0                  | 2,8 km                     | Arbres ébranchés ou couchés, sillon tracé dans un champ | 0     | 0                    |
| Tornade de Mercurey                   | 16 mai 2018       | Saône-et-Loire | EF0                  | 2,4 km                     | Dégâts mineurs aux toits, à des abris et mobilier de jardin et quelques arbres adultes couchés ou brisés | 0     | 0                    |
| Tornade de Beaune                     | 16 mai 2018       | Côte-d'Or | EF0                  | 2,7 km                     | Dégâts mineurs aux toits, branches d'arbres et quelques arbres brisées, dégâts légers sur quelques bâtiments industriels et commerciaux | 0     | 0                    |
| Tornade de Marcq-en-Barœul            | 23 mai 2018       | Nord | EF0                  | 1,1 km                     | Branches cassées, un arbre de faible dimension sectionné à mi-hauteur et un peuplier blanc couché par le vent, débris et objets légers transportés dans les airs | 0     | 0                    |
| Tornade de Villeneuve-lès-Maguelone   | 11 juin 2018      | Hérault | EF0                  | Inconnue                   | Aucun | 0     | 0                    |
| Tornade de Salin-de-Giraud            | 9 août 2018       | Bouches-du-Rhône | EF0                  | Inconnue                   | Aucun | 0     | 0                    |
| Tornade de Porto-Vecchio              | 29 octobre 2018   | Corse-du-Sud : Porto-Vecchio, San-Gavino-di-Carbini, Lecci | EF2                  | 14,5 km                    | |       |                      |
| Tornade de Longwy et Bascharage       | 9 août 2019       | Meurthe-et-Moselle, Canton d'Esch-sur-Alzette, Canton de Capellen : Lexy, Longwy, Herserange, Longlaville, Saulnes, Pétange, Käerjeng | EF2                  | 14,5 km                    | |       |                      |
| Tornade d'Arles                       | 15 octobre 2019   | Bouches-du-Rhône : Arles, Fontvieille, Tarascon | EF2                  | 11,3 km                    | |       |                      |
| Tornade de Serres-Sainte-Marie        | 22 décembre 2019  | Pyrénées-Atlantiques : Serres-Sainte-Marie, Labastide-Monréjeau | EF2                  | 1,5 km                     | |       |                      |
| Tornade de Bertangles                 | 10 février 2020   | Somme : Saint-Vaast-en-Chaussée, La Chaussée-Tirancourt, Saint-Sauveur, Vaux-en-Amiénois, Betangles, Poulainville, Coisy, Rainneville | EF1                  | 12,2 Km                    | Principaux dégâts sur la végétation : arbres déracinés ou brisés net, projections de débris (tôles et branches) à plusieurs centaines de mètres. Un entrepôt et un hangar agricole sont endommagés ainsi que quelques toitures d'habitations. Un fourgon et un bus scolaire sont renversés | 0     | 1                    |
| Tornade de Bessens                    | 27 avril 2020     | Tarn-et-Garonne : Bessens | EF0                  | Inconnue                   | Tuiles d'une habitation aspirées, un conteneur à déchets et un trampoline soulevés et deux couvercles de regard en béton sont emportés | 0     | 0                    |
| Tornade de Langonnet                  | 9 mai 2020        | Morbihan : Langonnet | EF1                  | 1,3 Km                     | Arbres déracinés, un hangar de 700 m² est entièrement soufflé, plusieurs bâtiments sont endommagés | 0     | 0                    |
| Tornade de Chalou-Moulineux           | 3 juin 2020       | Essonne : Chalou-Moulineux | EF0                  | Inconnue                   | Toitures endommagées, mobilier de jardin emporté | 0     | 0                    |
| Tornade de Bidart                     | 4 juin 2020       | Pyrénées-Atlantiques : Bidart | EF0                  | Inconnue                   | Aucun | 0     | 0                    |
| Tornade de Belley                     | 4 juin 2020       | Ain : Belley | EF0                  | Inconnue                   | Quelques branches brisées, eau du canal de Dérivation du Rhône aspirées | 0     | 0                    |
| Tornade d'Aignan                      | 4 juin 2020       | Gers : Aignan, Loussous-Débat | EF1                  | 2,5 Km                     | Principaux dégâts sur la végétation : arbres déracinés ou sectionnés, dans sa chute, la cime d'un conifère heurte la toiture d’une habitation. Tôles d'un hangar arrachées, une rampe frontale d'irrigation est couchée, des débris sont projetés à faible distance | 0     | 0                    |
| Tornade de Tarnos                     | 9 juin 2020       | Landes : Tarnos | EF0                  | Inconnue                   | Aucun | 0     | 0                    |
| Tornade de Sainte-Maxime              | 13 juin 2020      | Var : Sainte-Maxime | EF0                  | Inconnue                   | Aucun | 0     | 0                    |
| Tornade de Caëstre                    | 3 août 2020       | Nord : Caëstre | EF0                  | 1 Km                       | Faibles dégâts | 0     | 0                    |
| Tornade d'Ernes                       | 16 août 2020      | Calvados : Ernes | EF0                  | 300 m                      | Faibles dégâts | 0     | 0                    |
| Tornade du Pradet                     | 19 septembre 2020 | Var : Carqueiranne, Le Pradet | EF0                  | 3,5 Km                     | Arbres ébranchés voir déracinés, toitures faiblement endommagées, le toit d'une écurie est en partie arraché, projections de branches à distance | 0     | 0                    |
| Tornade de Toulon                     | 19 septembre 2020 | Var : Toulon | EF1                  | 300 m                      | Arbres adultes sectionnés ou déracinés, deux restaurants de plage sont endommagés ainsi que quelques toitures et jardins d'habitations. Une voiture est déplacée sur environ 20 mètres, projections de branches et de débris à distance | 0     | 3                    |
| Tornade d'Hyères                      | 19 septembre 2020 | Var : Hyères | EF1                  | 5 Km                       | Arbres arrachés, caravanes soulevées et disloquées par le vent, armatures métalliques de serres tordues et fortement endommagé, toitures d'habitations détuilées, abris pour animaux détruit sur une propriété | 0     | 0                    |
| Tornade de Port-des-Barques           | 23 septembre 2020 | Charente-Maritime : Grand-Village-Plage, Château-d'Oléron, Port-des-Barques, Fouras, Saint-Laurent-de-la-Prée, Breuil-Magné | EF2                  | 28,5 km                    | Arbres de toutes tailles déracinés ou sectionnés, plusieurs bâtiments (habitations, commerces ou infrastructures communales) sont endommagés, une habitation en plain-pied est en partie éventrée. Voitures déplacées et camping-cars soulevées. Mobilier urbain atteint (panneaux de signalisation ou lampadaires). Une calèche attelée est renversée | 0     | Nombre exact inconnu |
| Tornade de Marennes-Hiers-Brouage     | 23 septembre 2020 | Charente-Maritime : Marennes-Hiers-Brouage | EF0                  | 5,2 Km                     | Végétation et habitations endommagés, arbres ébranchés, couverture de tôles et de tuiles d'un centre équestre en partie arrachées, certaines meules empilées sont renversées par le vent, vitres brisées sur des véhicules, parcelles de maïs couchées et mobilier de jardin déplacé voire emporté à faible distance | 0     | 0                    |
| Tornade de la Croix-Valmer            | 24 septembre 2020 | Var : La Croix-Valmer | EF0                  | 100 m                      | Faibles dégâts | 0     | 0                    |
| Tornade de Fayence                    | 24 septembre 2020 | Var : Saint-Paul-en-Forêt, Fayence | EF0                  | Inconnue                   | Faibles dégâts sur la végétation | 0     | 0                    |
| Tornade du Havre                      | 25 septembre 2020 | Seine-Maritime : Le Havre | EF1                  | 5;5 Km                     | Arbres ébranchés ou sectionnés, cabanes de plages soufflées et débris éparpillés, restaurants de plages fort endommagés, vitres brisées sur les véhicules, habitations atteintes, volet métallique et baie vitrée d'un concessionnaire automobile descellés, mobilier urbain tordu ou plié par le vent, nombreux débris dans les rues | 0     | 0                    |
| Tornade de Capbreton                  | 2 octobre 2020    | Landes : Capbreton | EF0                  | Inconnue                   | Faibles dégâts | 0     | 0                    |
| Tornade de Soulignac                  | 4 octobre 2020    | Gironde : Soulignac | EF0                  | 1,5 Km                     | Arbres fruitiers déracinés, grosses branches brisées, charpente d'une petit atelier soulevée, projections de débris à faible distance, quelques habitations légèrement endommagées | 0     | 0                    |
| Tornade de Pauillac                   | 4 octobre 2020    | Gironde : Pauillac | EF0                  | 100 m                      | Faibles dégâts | 0     | 0                    |
| Tornade de Creysse                    | 4 octobre 2020    | Dordogne : Creysse, Mouleydier, Saint-Sauveur | EF0                  | 1,8 Km                     | Arbres déracinés, tôles d'une usine arrachées et emportées à distance, fils électriques décrochés | 0     | 0                    |
| Tornade de Boulogne-sur-Mer           | 25 octobre 2020   | Pas-de-Calais : Le Portel, Boulogne-sur-Mer | EF0                  | 2,5 Km                     | Aucun | 0     | 0                    |
| Tornade de Fongrave                   | 26 octobre 2020   | Lot-et-Garonne : Fongrave | EF1                  | 1 Km                       | Une habitation est endommagée, l'auvent de cette dernière est détruit, arbres ébranchés ou déracinés, deux cabanons en partie soufflés, camping et serres tunnels d'un maraîcher endommagées | 0     | 0                    |
| Tornade d'Erdre-en-Anjou              | 5 décembre 2020   | Maine-et-Loire : Erdre-en-Anjou, Grez-Neuville | EF1                  | 4,1 Km                     | Environ 1 000 arbres de la forêt domaniale de Longuenée sont brisés ou déracinés, bâtiments agricoles endommagés, faibles projections de branches à distance, un portail en aluminium est arraché et transporté à 150 mètres, un blessé léger | 0     | 1                    |
| Tornade d'Anglet                      | 5 décembre 2020   | Pyrénées-Atlantiques : Anglet | EF0                  | 400 m                      | Conifères ébranchés dont un déraciné, tuiles emportées sur une vingtaines d'habitations, quelques voitures endommagées (notamment par les chutes de tuiles), grillages tordus ou inclinés, un panneau et une palissade sont abattus, câbles électriques sectionnés | 0     | 0                    |
| Tornade de Bouin                      | 28 décembre 2020  | Vendée : Bouin, Saint-Gervais, Bois-de-Céné | EF0                  | 8,1 Km                     | Arbres ébranchés, faibles portion de toitures d'habitations emportées, hangars endommagés dont l'un en partie soufflé, toitures de cabanes ostréicoles arrachées, pêcheries détruites, certaines jetées à l'eau ; projection de tôles à 200 mètres | 0     | 0                    |
| Tornade de Saint-Etienne-de-Mer-Morte | 28 décembre 2020  | Loire-Atlantique : La Garnache, Saint-Etienne-de-Mer-Morte, Touvois, Legé | EF1                  | 11,3 Km                    | Entre 200 à 300 arbres de la forêt de Touvois atteints : déracinés ou brisés, une trentaines de propriétés endommagées (toitures en partie emportées, vitres brisées, antennes pliées, abris de jardin soufflés, claustras détruits), hangars agricoles en partie soufflés, environ 5 000 m2 de serres-tunnels tordues ou effondrées dans une exploitation, poteaux électriques à basse tension brisés, projections de nombreux débris dont des tôles à plus de 300 mètres, débris légers emportés jusqu'à 1 kilomètre de distance, un fourgon est secoué par le vent. Un jeune garçon de 13 ans est légèrement blessé par la chute d'une tôle | 0     | 1                    |
| Tornade d'Ardin                       | 28 décembre 2020  | Deux-Sèvres : Ardin, Fenioux, Béceleuf | EF1                  | 700 m                      | Nombreux arbres déracinés ou sectionnés à mi-hauteur, faibles projections de branches à distance | 0     | 0                    |
| Tornade de Courcôme                   | 28 décembre 2020  | Charente : Coucôme | EF0                  | 2,1 Km                     | Arbres déracinés ou ébranchés, tuiles emportées et projetées à faible distance, fils électriques arrachés, deux poteaux téléphoniques sont couchés par le vent, bétonnière déplacée | 0     | 0                    |
| Tornade de Moliets-et-Maa             | 29 décembre 2020  | Landes : Moliets-et-Maa | EF0                  | 700 m                      | Aucun | 0     | 0                    |

#### 2021-2030
| Tornade                               | Date              | Lieux                                                                                               | Intensité | Distance parcourue                          | Dégâts | Morts | Blessés |
| ------------------------------------- | ----------------- | --------------------------------------------------------------------------------------------------- | --------- | ------------------------------------------- | --- | ----- | ------- |
| Tornade de Villerable                 | 24 janvier 2021   | Loir-et-Cher : Thoré-la-Rochette, Naveil                                                            | EF1       | 7,2 km                                      | Principaux dégâts sur la végétation : arbres ébranchés, déracinés ou sectionnés à mi-hauteur, toitures d'habitations endommagées, poteaux électriques couchés par le vent, une remorque à chevaux est déplacée de plusieurs mètres | 0     | 0       |
| Tornade de Blacy                      | 4 mars 2021       | Marne : Blacy                                                                                       | EF0       | 200 m                                       | Aucun | 0     | 0       |
| Tornade de Daubeuf-Serville           | 1er mai 2021      | Seine-Maritime : Daubeuf-Serville                                                                   | EF0       | Inconnue                                    | Aucun | 0     | 0       |
| Tornade de Cogolin                    | 11 mai 2021       | Var : Cogolin                                                                                       | EF1       | 4,8 km                                      | Arbres déracinés, tuiles arrachées sur une cinquantaines d'habitations, toitures de deux chalets en partie arrachées, poteau électrique en béton plié à mi-hauteur, projections de branches à une certaine distance | 0     | 0       |
| Tornade de Locmariaquer               | 12 mai 2021       | Morbihan : Locmariaquer                                                                             | EF0       | 500 m                                       | Aucun | 0     | 0       |
| Tornade de Cessey-sur-Tille           | 14 mai 2021       | Côte-d'Or : Cessey-sur-Tille                                                                        | EF0       | Inconnue                                    | Aucun | 0     | 0       |
| Tornade de Remies                     | 14 mai 2021       | Aisne : Remies                                                                                      | EF0       | Inconnue                                    | Faibles dégâts | 0     | 0       |
| Tornade de Pont-sur-Meuse             | 19 mai 2021       | Meuse : Pont-sur-Meuse                                                                              | EF0       | 300 m                                       | Faibles dégâts | 0     | 0       |
| Tornade d'Entraigues                  | 1er juin 2021     | Puy-de-Dôme : Entraigues                                                                            | EF0       | Inconnue                                    | Aucun | 0     | 0       |
| Tornade de Montpon-Ménestérol         | 17 juin 2021      | Dordogne : Montpon-Ménestérol                                                                       | EF1       | 3 km                                        | Grosses branches d'arbres brisés, un chêne bicentenaire est brisé, toitures d'habitations endommagées | 0     | 0       |
| Tornade de Saint-Nicolas-de-Bourgueil | 19 juin 2021      | Maine-et-Loire, Indre-et-Loire : Varennes-sur-Loire, Chouzé-sur-Loire, Saint-Nicolas-de-Bourgueil   | EF2       | 10,9 km                                     | Arbres déracinés ou sectionnés, vignes endommagées, portions de toitures arrachées avec charpente, bâtiments communaux atteints, monuments funéraires couchés ou brisé, la flèche du clocher de l'église de Saint-Nicolas-de-Bourgueil est décapitée et s'écrase sur la nef du monument, branches brisées et emportées à distance, projections de tôles | 0     | 0       |
| Tornade de Petiville                  | 21 juin 2021      | Seine-Maritime : Petiville                                                                          | EF0       | Inconnue                                    | Faibles dégâts | 0     | 0       |
| Tornade de Verrières-de-Joux          | 22 juin 2021      | France : Doubs : La Cluse-et-Mijoux, Verrières-de-Joux Suisse : Canton de Neuchâtel : Les Verrières | EF1       | 5,5 km                                      | Arbres arrachés, caténaires endommagées, lignes téléphoniques décrochées, toiture d'une grange arrachée et dispersée par la tornade, quelques tuiles emportées | 0     | 0       |
| Tornade de Saint-Cybardeaux           | 22 juin 2021      | Charente : Saint-Cybardeaux                                                                         | EF0       | Inconnue                                    | Faibles dégâts | 0     | 0       |
| Tornade de Miribel-les-Echelles       | 24 juin 2021      | Isère : Miribel-les-Echelles                                                                        | EF0       | Inconnue                                    | Aucun | 0     | 0       |
| Tornade de Montmartin-sur-Mer         | 24 juillet 2021   | Manche : Montmartin-sur-Mer                                                                         | EF0       | 100 m                                       | Aucun | 0     | 0       |
| Tornade de Villenave-d'Ornon          | 31 juillet 2021   | Gironde : Gradignan, Villenave-d'Ornon                                                              | EF0       | Inconnue                                    | Faibles dégâts | 0     | 0       |
| Tornade de Lansargues                 | 3 octobre 2021    | Hérault : Mudaison, Lansargues, Valergues                                                           | EF0       | 3,6 km                                      | Grosses branches d'arbres brisées et emportées à faibles distances, conifères de faible dimension déracinés ou sectionnés, serres tunnels endommagées, poteau électrique en bois sectionné à la base, fils électriques arrachés, objets légers emportés à 500 mètres | 0     | 0       |
| Tornade de Saint-Germain-du-Puch      | 10 mars 2022      | Gironde : Saint-Germain-du-Puch                                                                     | EF0       | 5,8 km                                      | Quelques arbres couchés, branches brisées, portail arraché et transporté dans une parcelle de vigne, endommageant 20 rangs, quelques éléments de toitures arrachés, objets légers déplacés | 0     | 0       |
| Tornade de Saint-Raphaël              | 23 avril 2022     | Var : Saint-Raphaël                                                                                 | EF0       | 250 m                                       | Faibles dégâts | 0     |         |
| Tornade de Saessolsheim               | 4 mai 2022        | Bas-Rhin : Saessolsheim                                                                             | EF0       | 800 m                                       | Faibles dégâts | 0     | 0       |
| Tornade de Velleguindry-et-Levrecey   | 5 juin 2022       | Haut-Saône : Velleguindry-et-Levrecey                                                               | EF0       | 400 m                                       | Faibles dégâts | 0     | 0       |
| Tornade de Lajo                       | 23 juin 2022      | Lozère : Lajo                                                                                       | EF2       | 3,1 km                                      | Arbres ébranchés, déracinés ou brisés, environ 4 hectares d'une parcelle de forêt de conifères est dévastée, bâtiment agricole neuf endommagé, panneau de signalisation sectionné, projections de tôles jusqu'à 300 mètres de distance et matériaux isolants retrouvés jusqu'à 1,2 km | 0     | 0       |
| Tornade de Frontignan                 | 14 août 2022      | Hérault : Frontignan                                                                                | EF0       | 1,3 km                                      | Arbres de tailles modeste arrachés ou couchés, une quarantaine d'habitations sont endommagées (tuiles aspirées ou toitures mises à nu, antennes pliées, cheminées écroulées, mobilier de jardin emporté) | 0     | 2       |
| Tornade de Valmy                      | 31 août 2022      | Marne : Valmy                                                                                       | EF0       | Inconnue                                    | Faibles dégâts | 0     | 0       |
| Tornade de Clavières                  | 7 septembre 2022  | Cantal : Clavières                                                                                  | EF1       | Inconnue                                    | Une tornade occasionne des dégâts au hameau de Masset, sur la commune de Clavières, dans l'après-midi du 7 septembre 2022. | 0     | 0       |
| Tornade de Concarneau                 | 23 octobre 2022   | Finistère : Concarneau                                                                              | EF0       | 0,9 km                                      | Peu après midi, une faible tornade à courte durée de vie provoque quelques dégâts sur la commune de Concarneau. | 0     | 0       |
| Tornade de Beuzeville                 | 23 octobre 2022   | Calvados, Eure : Beuzeville                                                                         | EF2       | 48 km                                       | Des dégâts sont signalés sur plusieurs bâtiments, notamment des tuiles envolées, des tôles arrachées. Un entrepôt et un parking abritant de nombreuses remorques de poids lourds subissent de lourds dégâts également. Au nord de Beuzeville, des arbres ont été ébranchés,. | 0     | 0       |
| Tornade de Muids                      | 23 octobre 2022   | Eure : Muids                                                                                        | EF1       | 13 km                                       | La commune de Muids est touchée par une tornade de faible intensité, dont la trajectoire est dans la continuité de la tornade des Hauts-de-France. Elle touche principalement la végétation, avant d'arracher une partie du toit de la cantine de Muids,. | 0     | 0       |
| Tornade des Hauts-de-France           | 23 octobre 2022   | Eure, Seine-Maritime, Oise Somme, Pas-de-Calais, Nord, province de Hainaut                          | EF3       | 206 km (record absolu français et européen) | De nombreux dégâts sont constatés de l'Oise jusqu'au Hainaut, en Belgique, à la suite du passage de cette tornade à la longévité exceptionnelle. Les dommages les plus notables sont signalés sur les communes de Songeons, Gaudechart, Ô-de-Selle, Conty, Bihucourt et Béhagnies (où l'intensité maximale a été atteinte), Ervillers, Mory, Saint-Léger (Pas-de-Calais). D'autres communes ont subi des dégâts, le plus souvent faibles, comme dans l'agglomération d'Amiens, ou près de Valenciennes. Néanmoins, sous l'orage lié à cette tornade, des grêlons ont parfois fait de lourds dégâts, la cathédrale d'Amiens a eu des vitraux détruits par la grêle. Cette tornade détient le nouveau record de la plus grande distance parcourue par une tornade en France, et a même battu ce record à l'échelle européenne. Malgré des dégâts parfois importants et une longue durée de vie, elle n'a fait qu'un blessé,. | 0     | 1       |
| Tornade de Mouchan                    | 4 novembre 2022   | Gers : Mouchan                                                                                      | EF1       | Au moins 5,5 km                             | Le 4 novembre 2022 vers 12h locales, une tornade touche plusieurs communes du Gers, particulièrement Mouchan, faisant des dégâts sur la végétation et endommageant plusieurs bâtiments de la commune. Un hangar s'est fait arracher sa toiture par la tornade. | 0     | 0       |
| Tornade de Moëlan-sur-Mer             | 8 novembre 2022   | Finistère : Moëlan-sur-Mer                                                                          | EF0       | Inconnue                                    | Une tornade de faible intensité touche le sud-ouest de la commune de Moëlan-sur-Mer, causant quelques dégâts, surtout sur la végétation. | 0     | 0       |
| Tornade de Bastia                     | 13 novembre 2022  | Haute-Corse : Bastia                                                                                | EF0       | Inconnue                                    | Une trombe marine s'échoue sur la commune de Bastia, sans faire de dégâts. | 0     | 0       |
| Tornade de Suippes                    | 17 novembre 2022  | Marne : Suippes                                                                                     | EF1       | 1,6 km                                      | Le 17 novembre 2022 en début d'après-midi, la commune de Suippes est traversée par une tornade, qui emporte avec elle plusieurs préaux et une partie de la toiture de la caserne de pompiers. | 0     | 0       |
| Tornade de Voeuil-et-Giget            | 17 novembre 2022  | Charente : Voeuil-et-Giget                                                                          | EF0       | 2,8 km                                      | [ 338 ] | 0     | 0       |
| Tornade de Bouillé-Ménard             | 23 novembre 2022  | Maine-et-Loire : Bouillé-Ménard                                                                     | EF0       | 0,6 km                                      | [ 339 ] | 0     | 0       |
| Tornade de Plovan                     | 24 novembre 2022  | Finistère : Plovan                                                                                  | EF0       | 0,7 km                                      | [ 340 ] | 0     | 0       |
| Tornade de Saint-Sulpice-la-Forêt     | 8 janvier 2023    | Ille-et-Vilaine : Saint-Sulpice-la-Forêt                                                            | EF1       | 1,2 km                                      | Dans l'après midi du 8 janvier, une tornade touche la commune de Saint-Sulpice-la-Forêt, causant des dégâts sur les toitures de plusieurs bâtiments, tels que des hangars, des habitations, ainsi que l'église de la commune. | 0     | 0       |
| Tornade de Gournay-en-Bray            | 8 janvier 2023    | Seine-Maritime : Gournay-en-Bray                                                                    | EF0       | 2,1 km                                      | [ 342 ] | 0     | 0       |
| Tornade de la Creuse                  | 9 mars 2023       | Creuse : Thauron, Pontarion                                                                         | EF2       | Possiblement 20 km                          | Dans l'après midi du 9 mars, une tornade traverse la Creuse et occasionne des dégâts nombreux sur la commune de Pontarion, avec une grange en grande partie soufflée par le tourbillon et de nombreux dégâts sur les toitures dans la commune. Le phénomène a été filmé et photographié sur plusieurs angles lorsqu'il a touché le sol. L'enquête pour déterminer son parcours est toujours en cours,. | 0     | 0       |
| Tornade de Juvigné                    | 17 septembre 2023 | Mayenne : Juvigné, Ernée, Saint-Pierre-des-Landes                                                   | EF2       | 6,1 km                                      | La tornade se développe peu après 17h30, en périphérie sud d’une structure supercellulaire qui prend naissance à l’est de Domalain (Ille-et-Vilaine). Le phénomène, abondamment filmé, présente toutes les caractéristiques d’une « tornade type » à rotation cyclonique : forme parfaite de cône renversé, buisson spectaculaire, net abaissement de la base nuageuse. La largeur de la tornade est estimée à 60 mètres, pour des vents compris entre 175 et 220 km/h. Il endommage sérieusement plusieurs exploitations agricoles. | 0     | 0       |